# Хайнрих Ебербах
Хайнрих Ебербах (на немски: Heinrich Eberbach) е немски офицер, служил по време на Първата и Втората световна война.

## Биография

#### Ранен живот и Първата световна война (1914 – 1918)
Хайнрих Ебербах е роден на 24 ноември 1895 г. в Щутгарт, Германска империя.
Присъединява се към армията през 1914 г. като офицерски кадет. Преди да бъде придаден към турския генерален щаб участва в боевете като част от пехотни формации. Завършва войната с чин оберлейтенант.

##### Междувоенен период
През 1920 г. се присъединява към полицията, а през 1935 г. отново се присъединява към армията.
В края на 1938 г. му е поверено командването на 35-и танков полк.

#### Втора световна война (1939 – 1945)
На 2 юли 1941 г. поема 5-а танкова бригада, на 6 януари 1942 г. 4-та танкова дивизия. На 26 ноември 1942 г. става командир на 48-и танков корпус. На 10 февруари 1943 г. поема ръководството на „Зондерщабес Панцер“ (Sonderstabes Panzer), а на 28-и същия месец става инспектор на танковите войски. На 1 август 1943 г. е повишен отново, този път в генерал от танковите войски. Следващите му назначения отново са като командир на танкови формации: 15 октомври 1943 г. – 47-и танков корпус, 22 октомври 1943 г. – 48-и танков корпус, 15 ноември 1943 г. – 40-и танков корпус. Следващите му назначения са командир на танкова група „Запад“ и на 7-а армия.

##### Пленяване и смърт
На 31 август 1944 г., по време на германското отстъпление от Франция, е пленен от британските войски. След войната, през 1948 г., е освободен. Умира на 13 юли 1992 г. в Ноцинген, Германия.

## Военна декорация
- Германски орден „Железен кръст“ (1914) – II (12 октомври 1914) и I степен (4 октомври 1917)
- Орден на „Фридрих“ (1917) – II степен с мечове (10 май 1917)
- Германски орден „Железен кръст“ (1939, повторно) – II (23 септември 1939) и I степен (2 октомври 1939)
- Германска „Танкова значка“ (1940) – сребърна (20 юни 1940)
- Германски медал „За зимна кампания на изтока 1941/42 г.“ (14 август 1942)
- Рицарски кръст с дъбови листа
  - Носител на Рицарски кръст (4 юли 1940)
  - Носител на Дъбови листа № 42 (31 декември 1941)